# Първа битка при Изонцо
Първата битка при Изонцо (23 юни 1915 – 7 юли 1915 г.) e едно от първите сражения на Италианския фронт на Първата световна война. Тя поставя началото на бойните действия между италианската армия и силите на Австро-Унгария.

## Образуване на Италианския фронт
С влизането на Италия във войната, се образува и нов фронт – Италианския. Театър на бойните действия са граничните райони между Италия и Австро-Унгария. Особено значение придобива района на река Изонцо.
Италия насочва против Австро-Унгария до 35 дивизии, т.е. около 850 000 души и 1200 оръдия. Главнокомандващ на италианската армия е генерал Луиджи Кадорна. Тъй като основните сили на австро-унгарската армия са ангажирани срещу Русия, австрийското командване трябва спешно да сформира войски за новия фронт. Първоначално Австро-Унгария изпраща 20 дивизии, прехвърлени от Сърбия и Галиция. Германия също прехвърля един корпус, както и тежка артилерия, а начело на цялата групировка на войските на Централните сили застава генерал Франц Конрад фон Хьотцендорф.
Въпреки числения си превес, италианската армия отстъпва на неприятеля в бойна подготовка и особено в техническо отношение.

## Настъпление
Настъплението на италианската армия започва на 24 май, веднага след обявяването на войната, макар че развръщането на войските още не е завършено. Боевете започват едновременно на река Изонцо, в Карнийските и Кадорските Алпи и в областта Трентино. Италианското командване, с помощта на внезапната атака, има намерение да овладее господстващите височини и планински проходи, но австро-унгарската армия без особени проблеми заема и удържа предарително подготовените отбранителни рубежи.
За първия месец на ожесточени погранични боеве италианците успяват да заемат предмостие през река Изонцо в района на Плави, да овладеят височината Монте Неро и постигат незначителен успех в района на Трентино. Първото настъпление на италианците не носи съществени успехи, което ги принуждава да преминат към по-нататъшни активни действия, довели до последващите няколко сражения при Изонцо.